# Шутна (Крань)
Шутна (словен. Šutna) — поселення в общині Крань, Горенський регіон, Словенія. Висота над рівнем моря: 377,7 м.